# بروک آندر گروس گلوکنرس تراس
بروک آندر گروس گلوکنرس تراس (به آلمانی: Bruck an der Großglocknerstraße) یک منطقهٔ مسکونی در اتریش است که در ناحیه تسل آم زه واقع شده‌است. بروک آندر گروس گلوکنرس تراس ۴۵٫۷۴ کیلومتر مربع مساحت دارد ۷۵۶ متر بالاتر از سطح دریا واقع شده‌است.

## خواهرخوانده
شهر باد مشتال خواهرخواندهٔ بروک آندر گروس گلوکنرس تراس هست.